# دوري البطولة الإنجليزية 1979
دوري البطولة الإنجليزية 1979 (بالفنلندية: Jalkapallon Mestaruussarjan kausi 1979) هو الموسم 70 من دوري البطولة الإنجليزية ‏. أشرف على تنظيمه اتحاد فنلندا لكرة القدم، وكان عدد الأندية المشاركة فيه 12، وفاز فيه Oulun Palloseura ‏.